# 互助杜鹃
互助杜鹃（学名：Rhododendron przewalskii sp. huzhuense）为杜鹃花科杜鹃花属下的一个亚种。